# Hot Juicy Teacher
Onna Kyoushi
Hot Juicy Teacher (titre original : Onna Kyoushi) est un hentai japonais (OAV) en trois parties, dont le premier opus est sorti en 2002.

## Thème
Dès le premier épisode, un héros masculin, Date Yuichiro est accusé injustement du viol d'une enseignante, il est renvoyé de son établissement et obligé de rejoindre un établissement moins côté qui abrite une équipe enseignante composée de personnes féminines avenantes. Au fil des trois épisodes, on suivra Date tout au long de ses études...
Hot Juicy Teacher met également en scène, dans le premier opus, des relations sexuelles entre Mariko, une enseignante, et ses élèves masculins.

## Trilogie
Les trois épisodes de la trilogie sont Social studies (1), Math (2), Science (3). Leur sortie est programmée entre 2002 et 2003.

## Résumé
Un lycéen, Date Yuichiro est accusé injustement du viol d'une fonctionnaire qui n'ose pas s'opposer au véritable coupable. Il doit changer d'établissement scolaire...